# Astronauta (Mauricio de Sousa)
Astronauta é um personagem das histórias em quadrinhos de Mauricio de Sousa para tiras diárias e dominicais para o jornal Diário de São Paulo, que foi criado em 1963, dois anos após Yuri Gagarin ter se tornado o primeiro homem a fazer uma viagem espacial.
Mauricio de Sousa cita o herói espacial Flash Gordon, de Alex Raymond, com um dos seus personagens favoritos da infância. Seu nome completo é Astronauta Pereira (revelado na primeira tirinha lançada em 1963), sendo que o nome Astronauta é o seu nome e não apenas a definição de seu cargo. Enquanto, no mundo real, os astronautas são cientistas, engenheiros ou pilotos altamente especializados, Astronauta Pereira assume o papel de explorador cósmico sem um background técnico explícito, um traço clássico da ficção científica pulp, mas que o distancia da realidade dos programas espaciais. Enquanto navega pelo cosmos em sua nave esfera metálica, o personagem vive um constante estado de nostalgia, um homem preso entre as maravilhas do universo infinito e a saudade do lar terrestre que deixou para trás. Com o tempo, o Astronauta ganhou camadas mais complexas, especialmente nas graphic novels de Danilo Beyruth no selo Graphic MSP, que equilibraram a aventura pulp com elementos de ficção científica hard e uma abordagem mais introspectiva.

## Publicação
Astronauta estreou no formato de tiras de jornal em 1963. Logo em seguida, passou ter histórias publicadas em revistas da Turma da Mônica. Ao contrário da Tina, Astronauta não teve título mensal com histórias inéditas, mas teve almanaques de republicações nas editoras Globo e Panini, relteituras na série de álbums MSP 50 por diverso autores e uma série de graphic novels por Danilo Beyruth e Cris Peter no selo Graphic MSP.
Para desenhar os cenários do espaço sideral que servem normalmente de pano de fundo para as tiras, os arte-finalistas do estúdio usam canetas de tinta permanente e coloridas, com branco, cinza e preto como cores. Sérgio Graciano (1936-2019), um dos arte-finalistas, afirmou que lia publicações científicas para que seu trabalho fosse o mais fiel possível ao espaço real.

## Biografia ficcional
Astronauta Pereira era um jovem de Fazenda Tangará, interior de São Paulo, sendo seu nome a junção dos nomes de seus pais: Astrogildo e Natalina. Confundido com outro jovem por conta de seu nome, é mandado para o Cabo Kennedy para ser mandado ao espaço sideral, porém, é abduzido pelos homens-geleias, que o transformam um astronauta de verdade e lhe dão um traje espacial esférico.
O astronauta que viaja pelo universo em sua nave espacial esférica, assim como seu traje. Astronauta tinha uma namorada chamada Ritinha, que se cansou de esperar por sua volta e casou-se com outro. O órgão para o qual o Astronauta trabalha chama-se BRASA (Brasileiros Astronautas), uma brincadeira com a NASA dos Estados Unidos.
Astronauta é aventureiro e adora conhecer novos planetas, mas sofre muito com a solidão, e vive sonhando acordado com sua família e amigos na Terra. De vez em quando, ele faz algumas visitas ao nosso planeta, mas nunca se satisfaz por completo, pois quem ele realmente queria ver era a Ritinha. Sua única companhia nas viagens é o seu computador de bordo (antropomorfizado, muitas vezes exibindo emoções e tendo rosto e até braços e pernas).

## Outras versões

### Turma da Mônica Jovem
O Astronauta fez uma participação especial em Turma da Mônica Jovem #3, em outubro de 2008, e voltou a aparecer em Turma da Mônica Jovem #6, primeira edição do arco de história O brilho de um pulsar (inspirado no filme A Princesa e o Robô). Nas histórias de Turma da Mônica Jovem, Astronauta aparece mais velho e atende pelo nome de Comandante Astronauta, no comando do Cruzador Espacial Hoshi; além do seu fiel amigo eletrônico Computador, conta com a colaboração da tenente Xabéu e do alferes Zé Luís.
Em 2018, Astronauta participação do crossover com super-heróis da DC.

### TrilogiaMauricio de Sousa por 50 Artistas
Em 2009, o personagem teve 7 histórias do primeiro álbum da trilogia Mauricio de Sousa por 50 artistas, idealizado pelo editor e jornalista Sidney Gusman em homenagem aos 50 anos de carreira de Mauricio de Sousa. No primeiro álbum, o MSP 50, há uma história produzida por Marcelo Campos e Renato Guedes, enquanto Jean Okada cria a história do primeiro voo espacial do Astronauta. Para isso, ele fez uma versão mais verossímil do traje espacial do herói; em O Coronel, a dupla Osmarco Valladão e Manoel Magalhães adaptam uma história de mesmo nome criada por eles, substituindo o soldado da história original pelo Astronauta e fazendo uso do estilo linha clara europeu; em outra desenhada pelo quadrinista Flávio Luiz, o personagem faz uma viagem no tempo e encontra o pré-histórico Piteco.

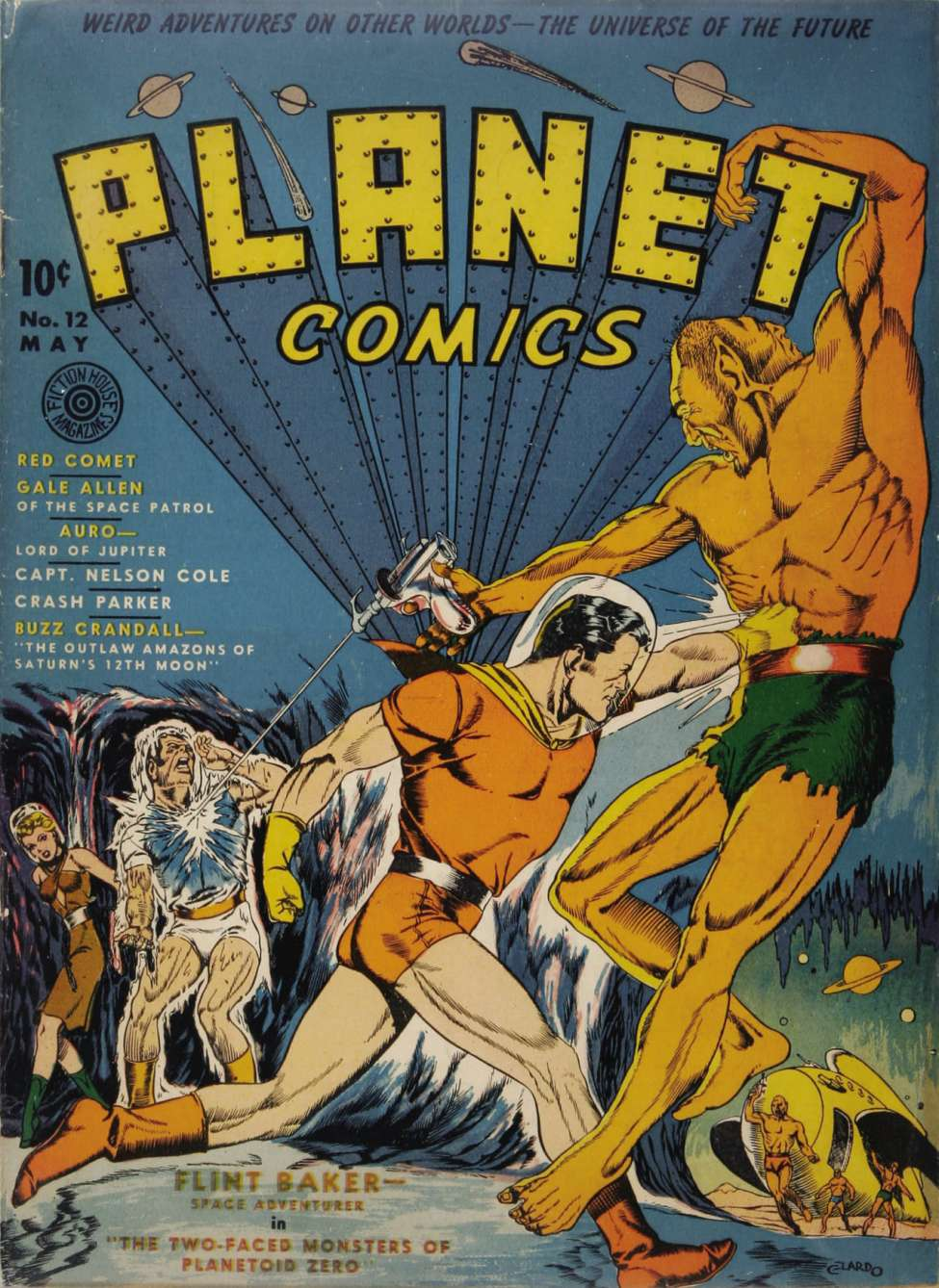
A revista Planet Comics foi uma das inspirações para a história escrita por Gian Danton e ilustrada por J. J. Marreiro.

Em 2010, foi lançado o segundo álbum, o MSP + 50. Nesse álbum, uma das histórias do Astronauta foi escrita por Gian Danton e ilustrada por JJ Marreiro. Para o character design do Astronauta, Marreiro se inspirou em artistas  dos comics como Curt Swan (conhecido pelos trabalhos em Superman) e Alex Toth (conhecido pelo trabalhos em séries de animação como Space Ghost, Space Angel e Galaxy Trio).
Danton e Marreiro também se inspiraram em franquias de ficção científica como Perry Rhodan (série que chegou a ter uma fanfic escrita por Gian Danton), Star Trek, Flash Gordon, Space Ghost, a revista em quadrinhos Planet Comics da editora Fiction House, entre outros. A HQ traz um estilo retrô inspirado na Era de Ouro dos quadrinhos.
Gian Danton já trabalhou com ambos os artistas. Com Jean Okada, ele fez a webcomic de space opera Exploradores do Desconhecido e roteirizou uma história da super-heroína Mulher Estupenda; ainda em 2010, Marreiro ilustrou o e-book Amanhã é Ontem, uma novela de Exploradores do Desconhecido.
No mesmo álbum, foi publicada uma história escrita por Wellington Srbek e desenhada por Will Em 2011, foi lançado o último álbum MSP Novos 50, onde o Astronauta é protagonista de cinco histórias e participa de outras como coadjuvante; uma delas foi escrita e desenhada por Aluir Amancio. Aluir iniciou a carreira aos 12 anos de idade desenhando as tiras da Turma da Mônica para o jornal Folha de S.Paulo, sendo apontado como um dos responsáveis pela reformulação da Tina e do character designer da própria da Turma da Mônica.
Aluir também desenhou histórias do Superman, baseados na série de desenho animado Superman: The Animated Series, onde precisou seguir o estilo estabelecido por Bruce Timm (com quem trabalhou na produção das séries de animação da Warner Bros). Uma outra história contida no livro foi produzida pelo quadrinista paraibano Shiko, que reside na Itália.

### Ouro da Casa
Em 2012, foi lançado o álbum Ouro da Casa, com histórias produzidas por autores que trabalham na Mauricio de Sousa Produções, sem que necessidade de seguir o model sheet presente nas publicações tradicionais. Astronauta participa de cinco histórias, uma delas produzidas por Gérson Teixeira.

### Edições encadernadas
Em setembro de 2024, foi anunciada uma edição encadernada compilando os 4 álbuns em uma edição omnibus.

### Revista da Tina
Na revista solo da Tina, lançada em 2014, Astronauta é o super-herói da revista Astronauta Comics, lida pelo Zecão.

### Tô na História
Nas paródias aos filmes da franquia Toy Story da Pixar publicadas nas revista Clássicos do Cinema, o Astronauta é Astro, uma paródia ao patrulheiro espacial Buzz Lightyear.

### Turma da Mônica Geração 12
Em Turma da Mônica Geração 12, o Astronauta desapareceu em uma missão. Em sua homenagem, seu amigo Adão comanda o Instituto Astro de Exploração Espacial, um local de treinamento para novos exploradores espaciais.

### Releitura de Danilo Beyruth (Graphic MSP)
Em Novembro de 2011, durante o Festival Internacional de Quadrinhos realizado em Belo Horizonte, Sidney Gusman anunciou que em 2012, seria lançada a linha "Graphic MSP", uma série de graphic novels. Diferente dos álbuns da série MSP 50, as graphic trariam histórias fechadas contendo 72 páginas. O quadrinista Danilo Beyruth, que já havia escrito e desenhado uma história da Turma do Penadinho no álbum MSP+50 de 2009, foi escolhido para criar uma história para o Astronauta.

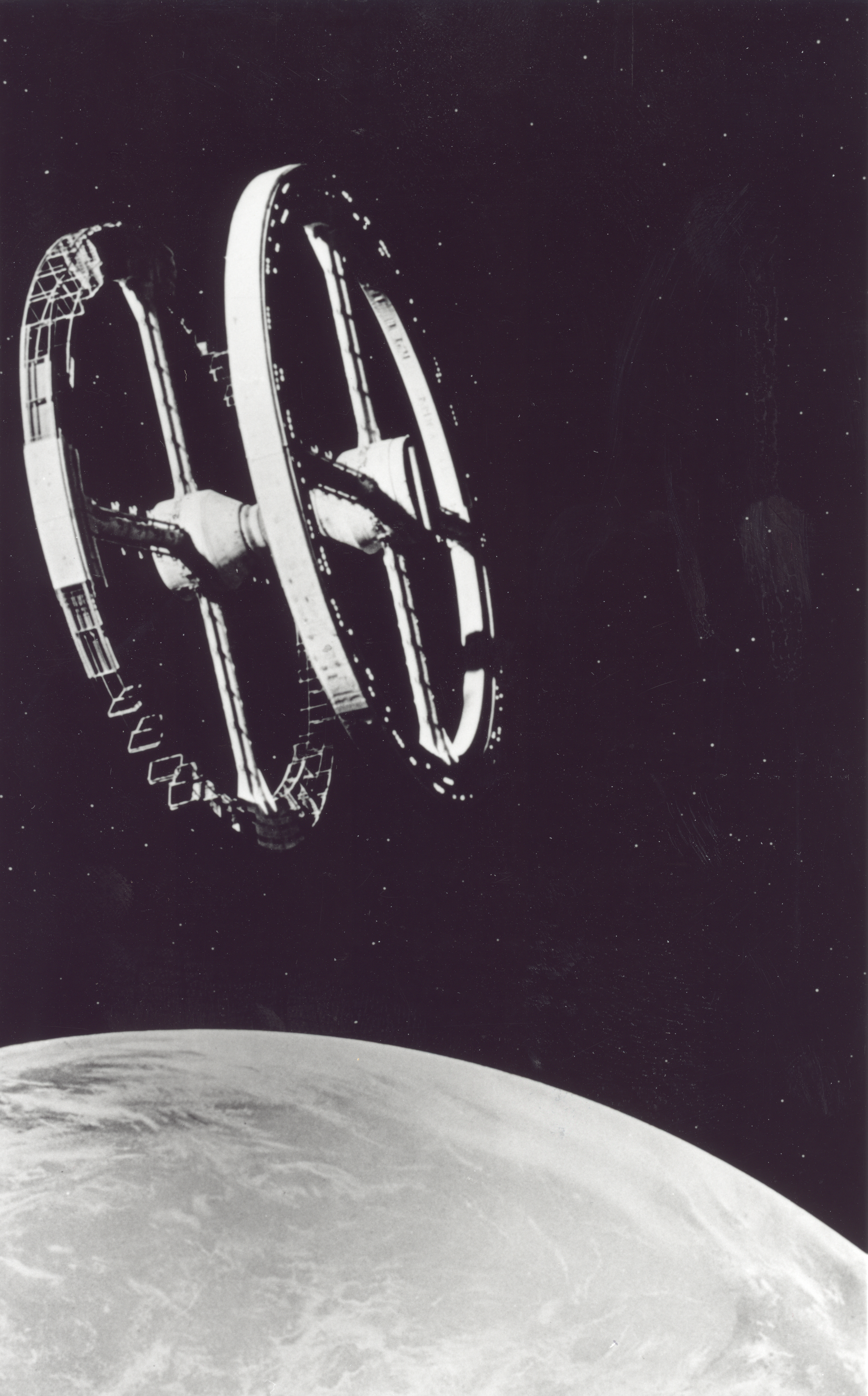
2001 - Uma Odisseia no Espaço foi uma das inspirações de Beyruth na sua releitura do Astronauta.

A releitura de Beyruth explora vários aspectos do personagem original de Maurício de Sousa, principalmente a sua solidão, resultando em uma história de ficção científica hard, inspirada em filmes de ficção científica como Alien - O Oitavo Passageiro e 2001- Uma Odisseia no Espaço, além de pesquisas profundas sobre física e navegação.
O sucesso da série, resultou no lançamento de um action figure do personagem em edição limitada, em 2014; além do anúncio de uma minissérie animada em 6 capítulos.

#### Astronauta:  Magnetar
Em Outubro de 2012, é lançado o primeiro álbum Astronauta: Magnetar, no qual Beyruth roteirizou e desenhou, em parceira com a colorista Cris Peter.
Na trama, o Astronauta é retratado como um aventureiro que, durante a exploração de um tipo de estrela de nêutrons (o magnetar do título), comete um erro que pode custar sua vida. Agora, com a nave danificada e sem comunicação, ele está “náufrago no espaço” e precisa encontrar uma forma de escapar antes de ser derrotado pela insanidade que insiste em tomar sua mente. E a saída pode estar em aliar a tecnologia aos ensinamentos de seu velho avô, há tanto tempo falecido.
Em 2013, o livro ganhou o Prêmio Angelo Agostini de "melhor lançamento" e o Troféu HQ Mix na categoria "melhor edição especial nacional".

#### Astronauta:  Singularidade
Durante o FIQ 2013, no mês de novembro, Gusman anuncia a sequência de Magnetar, junto com uma nova leva de 6 livros para o "Graphic MSP". Em Agosto de 2014, foi anunciado o seu subtítulo: Singularidade, além de o seu lançamento para dezembro de 2017, na Comic Con Experience.
No enredo, após os fatos de Magnetar, Astronauta é obrigado a partir em uma nova missão acompanhado por uma psicóloga com treinamento em viagens espaciais. Juntos com um pesquisador estrangeiro, eles vão investigar um buraco negro. Lá, um estranho objeto vai despertar a atenção da equipe, mas isso reserva muitas surpresas e alguns problemas sérios ao Astronauta.
O livro ganhou o Troféu HQ Mix de 2015 na categoria "melhor publicação de aventura / terror / ficção".

#### Astronauta:  Assimetria
Em Novembro de 2015, Gusman anuncia a terceira parte do Astronauta, parte da segunda leva de 2016 do selo, e em outubro de 2016, é anunciado o subtítulo: Assimetria.
A trama mostra Astronauta, que estava de férias, decidindo retornar abruptamente à BRASA, e parte para uma missão investigativa no planeta Saturno. Mas isso se transforma numa aventura com desdobramentos absolutamente imprevisíveis, levando um desafio para o qual ele, mesmo com toda a sua experiência, não está preparado.
Em 2017, o livro dá à série mais um Troféu HQ Mix na categoria "melhor publicação de aventura/terror/fantasia".

#### Astronauta:  Entropia
Em dezembro de 2017, durante a Comic Con Experience, é anunciada uma nova graphic novel com o título provisório Astronauta IV. No ano seguinte, a graphic novel foi lançada no mesmo evento, com o título Astronauta: Entropia.

#### Astronauta:  Parallax
Em dezembro de 2019, durante a Comic Con Experience, é anunciada uma nova graphic novel com o título provisório Astronauta V. Em julho de 2020, a graphic novel teve seu título revelado: Astronauta: Parallax.

#### Astronauta: Convergência
A sexta e última graphic novel por Beyuth, com o título provisório Astronauta 6 está prevista para setembro de 2022. Em agosto de 2022, a graphic novel teve seu título revelado: Astronauta: Convergência. O álbum traz o texto da quarta capa escrito pela astrofísica Roberta Duarte.

##### Edições encadernadas

###### Astronauta Integral – Vol. 1
Em agosto de 2022, foi anunciada a primeira edição encadernada contendo as graphic novels Magnetar, Singularidade e Assimetria e uma história inédita para esta edição: Silêncio Lunar com cores de Mariane Gusmão, totalizando 272 páginas.

## Outras mídias

### Livros
- Em 1965, ganhou um livro pela Editora FTD, O Astronauta no Planeta dos Homens Sorvetes,[62] escrito e ilustrado pelo próprio Maurício de Sousa, com arte-final de Paulo Hamasaki e cores de Joel Link e Alberto Dijinshian.[63]
- Em 2001, foi publicado pela Editora Globo, o Manual do Espaço do Astronauta, contendo 240 páginas.[64]
- Em 2009, ganhou um livro da coleção "Oi, Eu Sou" da Editora Cedic[65] e Astronauta:  O Bichinho Comilão pela Editora Melhoramentos.[64]
- Em 2017, ganhou o livro VIda em outros mundos em uma coleção de mini livros publicados pela editora Culturama.
- Em 2019, Astronauta aparece no livro MMMMM – Mônica e Menino Maluquinho na Montanha Mágica, livro escrito por Manuel Filho, que reúne personagens como Mônica,  e Chico Bento de Maurício de Sousa e de Ziraldo como Menino Maluquinho e Bocão. A trama envolve também criaturas de supostas aparições como os aliens do Caso Roswell e do Incidente de Varginha e o criptídeo chupa-cabra.[66]

- Em 2014, o curta "Astronauta em Procurando um Novo Amor ganho uma versão em livro da "Coleção Vem-do-Vídeo Turma da Mônica" da On Line Editora, posteriormente relançado pela Cedic na "Coleção Livros Divertidos Turma da Mônica".
- Em 2019, em parceria com o McDonald's, um livro com duas histórias ilustradas Cebolinha em: A Máquina de Fantasias e Astronauta - Qualquer semelhança é mera coincidência foi um dos brindes do McLanche Feliz.[67]

### Animação
- Astronauta aparece no filme O Natal de Todos Nós de 1992.
- Astronauta ganhou um episódio próprio em VHS no Videogibi: O Plano Sangrento de 1998, um curta-metragem de 6 minutos,[68] intitulado Astronauta em: Procurando um Novo Amor.
- Astronauta aparece no longa-metragem de 2007, Turma da Mônica em: Uma Aventura no Tempo.[69] Diferente do original, que vive nos tempos atuais, o personagem vive no século XXX. Ele se une ao Cebolinha, que viaja até o futuro em busca do elemento Ar, que está em posse da pirata espacial Cabeleira Negra. Mesmo lutando contra ela, ele sente uma pequena paixão, que no final, ela também sente.
- Em 2002, Astronauta estrelou cinco animações curtas em Flash publicadas no site oficial da Turma da Mônica,a série chamava a atenção por testar um formato interativo: cada episódio continha três finais diferentes, que podiam ser escolhidos livremente pelo espectador.[70]

| Episódio          | Data de lançamento |
| ----------------- | ------------------ |
| O Surfista        | 2002               |
| A Bela Dorminhoca | 2002               |
| O Mecânico        | 2002               |
| O Roubo           | 2002               |
| O Circo           | 2002               |

- Em 2009, foi anunciado que o personagem ganharia uma série animada em 3D,[71] que, em 2011, foi alterado para um vídeo game em 3D, se tornando parte da iniciativa Maurício de Sousa Digital Productions, em conjunto com a produtora Digital 21. No entanto, depois de muito tempo, o projeto foi arquivado.
- Astronauta aparece no filme Feliz Natal pra Todos de 2013.
- Ele faz um cameo no episódio "O Corpo Fala", do desenho animado da Turma da Mônica. Quando a Magali diz que o corpo era uma antena cósmica um zoom da câmera de afasta até sair fora do planeta Terra, Astronauta aparece acenando para câmera até levar uma pedrada. Ele também aparece no final do episódio "O Dia em que Derrotei a Mônica".
- Em dezembro de 2017, durante a Comic Con Experience, a MSP anunciou uma minissérie animada em 6 episódios, focada no público adulto, baseada na série de graphic novels de Danilo Beyruth.[43][44] Em dezembro do ano seguinte, novamente na Comic Con Experience, foi anunciado que a série se chamaria Astronauta – Propulsão e seria coproduzida e exibida pela HBO.[72] Em dezembro de 2022, um teaser foi durante o evento. A minisérie serviria de prequel para a série de graphic novels.[73] Durante o evento, Mauricio de Sousa disse que mantém uma conversa próxima com a NASA.[74] Com o título foi alterado para apenas Astronauta,[75] a série estreou em 18 de outubro de 2024 no Max. [76] Marco Pigossi faz a voz do Astronauta.[76] Na série, o nome do personagem é Pereira, Astronauta é um apelido que ele não gosta.[77]
- Em março de 2019, Astronauta estrelou o jogo para celular Astronauta Toy: Corrida Espacial. Disponível para as plataformas iPhone e Android, trata-se de um derivado da franquia Mônica Toy.[78]
- Em julho de 2022, Astronauta estrelou um curta da série Mônica Toy: Cebuzzlinha Ao infinito e AuAulém!. No cartaz Cebolinha usando um traje igual ao de Buzz Lightyear. O curta foi feito por conta do lançamento do filme Lightyear da Pixar.

## Impacto na Cultura Popular
Em 2006, Mauricio de Sousa resolveu homenagear o primeiro astronauta brasileiro da NASA, Marcos Pontes. O quadrinista enviou um e-mail para Marcos contendo uma ilustração do personagem parabenizando o brasileiro pelo feito.
Em 2010, o Astronauta serviu de inspiração para o Troféu HQ Mix.
Em 2015, a pedido do UOL, Mauricio elaborou uma ilustração do Astronauta em homenagem ao ator Leonard Nimoy, interprete do Sr. Spock de Star Trek.
Em julho de 2020, no Facebook, a página oficial de Mauricio de Sousa publicou uma arte com Astronauta e a Turma da Mônica em homenagem aos 51 anos do voo da Apollo 11.